# Tillandsia ermitae
Tillandsia ermitae är en gräsväxtart som beskrevs av Lieselotte Hromadnik. Tillandsia ermitae ingår i släktet Tillandsia och familjen Bromeliaceae. Inga underarter finns listade i Catalogue of Life.